# Andreas Weimann
Andreas Weimann (Vienna, 5 agosto 1991) è un calciatore austriaco, attaccante del Derby County e della nazionale austriaca.

## Caratteristiche tecniche
Ala destra, veloce, tecnico, dal buon dribbling e dall'ottimo spunto, può essere schierato sia come trequartista in un 4-2-3-1 sia come seconda punta in un attacco a 2. Svolge un ruolo importante anche in fase difensiva.

## Carriera

### Club

#### Aston Villa
Weimann ha rappresentato l'Aston Villa durante la Coppa della Pace 2009 contro Juventus, Atlante e Porto. Il giovane attaccante è diventato un'importante figura nella squadra riserve dei Villans, soprattutto nel campionato 2009-2010 dove ha riempito il vuoto lasciato da Nathan Delfouneso (aggregato in prima squadra), realizzando nove reti e diventando capocannoniere del girone.
Successivamente all'importante impatto con la squadra riserve, Weimann ha firmato un prolungamento di contratto fino al giugno 2012.
L'8 maggio 2010, Weimann è stato inserito tra i convocati di Martin O'Neill per l'ultima gara stagionale dell'Aston Villa, contro il Blackburn Rovers, dopo aver impressionato il tecnico nord-irlandese nella finale dei play-off della squadra riserve contro il Manchester United. Nonostante questo, non è stato poi inserito nei diciotto giocatori finali.
Il 16 maggio 2010, Weimann ha fatto parte della squadra che si è aggiudicata il torneo Hong Kong Soccer Sevens. Il suo momento migliore nella manifestazione è stata la tripletta realizzata ai danni di una selezione di calciatori della Yau Yee League di Hong Kong.
Il 27 luglio 2010 ha siglato una doppietta in un'amichevole pre-stagionale dell'Aston Villa contro il Walsall. Il mese successivo, precisamente il 6 agosto, Weimann è entrato a partita in corso in un'altra amichevole, stavolta contro il Valencia. Il 14 agosto 2010 ha esordito in una partita ufficiale dell'Aston Villa, sostituendo Ashley Young nei minuti finali della sfida casalinga contro il West Ham United, vinta tre a zero.

#### Il prestito al Watford
Il 19 gennaio 2011 fu ufficializzata la sua cessione in prestito al Watford fino al termine della stagione, e nel mercato estivo le due società trovano l'accordo per un rinnovo del prestito fino a giugno 2012.

### Nazionale
Weimann ha rappresentato il suo Paese a livello Under-17 e Under-19, successivamente la selezione Under-21. Proprio con quest'ultima, ha segnato all'esordio contro la Scozia under 21, nelle qualificazioni per il campionato europeo di categoria, il 5 settembre 2009. Ha siglato la rete due minuti dopo l'ingresso in campo in sostituzione di Marc Sand. Le altre due reti di Weimann nella campagna di qualificazione sono arrivate contro Azerbaigian under 21 e Albania under 21.
A luglio 2010, ha partecipato con la sua nazionale agli Europei Under-19. Ha debuttato in nazionale maggiore il 12 ottobre 2012 nel match contro il Kazakistan.
Il 10 giugno 2022 realizza la sua prima rete con l'Austria nel pareggio per 1-1 contro la Francia in Nations League.

## Statistiche

### Presenze e reti nei club
Statistiche aggiornate al 20 aprile 2025.
| Stagione            | Squadra             | Campionato          | Campionato | Campionato | Coppe nazionali | Coppe nazionali | Coppe nazionali | Coppe continentali | Coppe continentali | Coppe continentali | Altre coppe | Altre coppe | Altre coppe | Totale | Totale |
| Stagione            | Squadra             | Comp                | Pres       | Reti       | Comp            | Pres            | Reti            | Comp               | Pres               | Reti               | Comp        | Pres        | Reti        | Pres   | Reti   |
| ------------------- | ------------------- | ------------------- | ---------- | ---------- | --------------- | --------------- | --------------- | ------------------ | ------------------ | ------------------ | ----------- | ----------- | ----------- | ------ | ------ |
| 2010-gen. 2011      | Aston Villa         | PL                  | 1          | 0          | FACup+CdL       | 0+0             | 0               | UEL                | 1                  | 0                  | -           | -           | -           | 2      | 0      |
| gen.-giu. 2011      | Watford             | FLC                 | 18         | 4          | FACup+CdL       | 1+0             | 0               | -                  | -                  | -                  | -           | -           | -           | 19     | 4      |
| ago. 2011           | Watford             | FLC                 | 3          | 0          | FACup+CdL       | 0+0             | 0               | -                  | -                  | -                  | -           | -           | -           | 3      | 0      |
| Totale Watford      | Totale Watford      | Totale Watford      | 21         | 4          |                 | 1               | 0               |                    | -                  | -                  |             | -           | -           | 22     | 4      |
| 2011-2012           | Aston Villa         | PL                  | 14         | 2          | FACup+CdL       | 0+1             | 0               | -                  | -                  | -                  | -           | -           | -           | 15     | 2      |
| 2012-2013           | Aston Villa         | PL                  | 30         | 7          | FACup+CdL       | 2+6             | 1+4             | -                  | -                  | -                  | -           | -           | -           | 38     | 12     |
| 2013-2014           | Aston Villa         | PL                  | 37         | 5          | FACup+CdL       | 1+1             | 0+1             | -                  | -                  | -                  | -           | -           | -           | 39     | 6      |
| 2014-2015           | Aston Villa         | PL                  | 31         | 3          | FACup+CdL       | 3+1             | 1+0             | -                  | -                  | -                  | -           | -           | -           | 35     | 4      |
| Totale Aston Villa  | Totale Aston Villa  | Totale Aston Villa  | 113        | 17         |                 | 15              | 7               |                    | 1                  | 0                  |             | -           | -           | 129    | 24     |
| 2015-2016           | Derby County        | FLC                 | 30+1       | 4+0        | FACup+CdL       | 1+1             | 0               | -                  | -                  | -                  | -           | -           | -           | 33     | 4      |
| 2016-gen. 2017      | Derby County        | FLC                 | 11         | 0          | FACup+CdL       | 0+1             | 0               | -                  | -                  | -                  | -           | -           | -           | 12     | 0      |
| gen.-giu. 2017      | Wolverhampton       | FLC                 | 19         | 2          | FACup+CdL       | 2+0             | 1               | -                  | -                  | -                  | -           | -           | -           | 21     | 3      |
| 2017-2018           | Derby County        | FLC                 | 40+2       | 5+0        | FACup+CdL       | 1+0             | 0               | -                  | -                  | -                  | -           | -           | -           | 43     | 5      |
| Totale Derby County | Totale Derby County | Totale Derby County | 81+3       | 9+0        |                 | 4               | 0               |                    | -                  | -                  |             | -           | -           | 88     | 9      |
| 2018-2019           | Bristol City        | FLC                 | 44         | 10         | FACup+CdL       | 1+1             | 0               | -                  | -                  | -                  | -           | -           | -           | 46     | 10     |
| 2019-2020           | Bristol City        | FLC                 | 45         | 9          | FACup+CdL       | 2+0             | 0               | -                  | -                  | -                  | -           | -           | -           | 47     | 9      |
| 2020-2021           | Bristol City        | FLC                 | 7          | 2          | FACup+CdL       | 0+1             | 0+0             | -                  | -                  | -                  | -           | -           | -           | 8      | 2      |
| 2021-2022           | Bristol City        | FLC                 | 46         | 22         | FACup+CdL       | 1+0             | 0+0             | -                  | -                  | -                  | -           | -           | -           | 47     | 22     |
| 2022-2023           | Bristol City        | FLC                 | 43         | 6          | FACup+CdL       | 2+2             | 0+1             | -                  | -                  | -                  | -           | -           | -           | 47     | 7      |
| 2023-gen. 2024      | Bristol City        | FLC                 | 20         | 1          | FACup+CdL       | 1+0             | 0+0             | -                  | -                  | -                  | -           | -           | -           | 21     | 1      |
| Totale Bristol City | Totale Bristol City | Totale Bristol City | 205        | 50         |                 | 11              | 1               |                    | -                  | -                  |             | -           | -           | 216    | 51     |
| gen.-giu. 2024      | West Bromwich       | FLC                 | 13         | 2          | FACup+CdL       | 0+0             | 0+0             | -                  | -                  | -                  | -           | -           | -           | 13     | 2      |
| 2024-2025           | Blackburn           | FLC                 | 30         | 7          | FACup+CdL       | 2+2             | 1+1             | -                  | -                  | -                  | -           | -           | -           | 34     | 9      |
| Totale carriera     | Totale carriera     | Totale carriera     | 485        | 91         |                 | 37              | 11              |                    | 1                  | 0                  |             | -           | -           | 523    | 102    |

### Cronologia presenze e reti in nazionale
| Cronologia completa delle presenze e delle reti in nazionale ― Austria | Cronologia completa delle presenze e delle reti in nazionale ― Austria | Cronologia completa delle presenze e delle reti in nazionale ― Austria | Cronologia completa delle presenze e delle reti in nazionale ― Austria | Cronologia completa delle presenze e delle reti in nazionale ― Austria | Cronologia completa delle presenze e delle reti in nazionale ― Austria | Cronologia completa delle presenze e delle reti in nazionale ― Austria | Cronologia completa delle presenze e delle reti in nazionale ― Austria |
| Data                                                                   | Città                                                                  | In casa                                                                | Risultato                                                              | Ospiti                                                                 | Competizione                                                           | Reti                                                                   | Note                                                                   |
| ---------------------------------------------------------------------- | ---------------------------------------------------------------------- | ---------------------------------------------------------------------- | ---------------------------------------------------------------------- | ---------------------------------------------------------------------- | ---------------------------------------------------------------------- | ---------------------------------------------------------------------- | ---------------------------------------------------------------------- |
| 12-10-2012                                                             | Astana                                                                 | Kazakistan                                                             | 0 – 0                                                                  | Austria                                                                | Qual. Mondiali 2014                                                    | -                                                                      | 86’                                                                    |
| 14-11-2012                                                             | Linz                                                                   | Austria                                                                | 0 – 3                                                                  | Costa d'Avorio                                                         | Amichevole                                                             | -                                                                      | 64’                                                                    |
| 6-2-2013                                                               | Swansea                                                                | Galles                                                                 | 2 – 1                                                                  | Austria                                                                | Amichevole                                                             | -                                                                      | 62’                                                                    |
| 22-3-2013                                                              | Vienna                                                                 | Austria                                                                | 6 – 0                                                                  | Fær Øer                                                                | Qual. Mondiali 2014                                                    | -                                                                      | 63’                                                                    |
| 26-3-2013                                                              | Dublino                                                                | Irlanda                                                                | 2 – 2                                                                  | Austria                                                                | Qual. Mondiali 2014                                                    | -                                                                      | 69’                                                                    |
| 7-6-2013                                                               | Vienna                                                                 | Austria                                                                | 2 – 1                                                                  | Svezia                                                                 | Qual. Mondiali 2014                                                    | -                                                                      | 46’                                                                    |
| 14-8-2013                                                              | Salisburgo                                                             | Austria                                                                | 0 – 2                                                                  | Grecia                                                                 | Amichevole                                                             | -                                                                      |                                                                        |
| 6-9-2013                                                               | Monaco di Baviera                                                      | Germania                                                               | 3 – 0                                                                  | Austria                                                                | Qual. Mondiali 2014                                                    | -                                                                      | 37’                                                                    |
| 10-9-2013                                                              | Vienna                                                                 | Austria                                                                | 1 – 0                                                                  | Irlanda                                                                | Qual. Mondiali 2014                                                    | -                                                                      | 73’                                                                    |
| 11-10-2013                                                             | Solna                                                                  | Svezia                                                                 | 2 – 1                                                                  | Austria                                                                | Qual. Mondiali 2014                                                    | -                                                                      | 74’                                                                    |
| 30-5-2014                                                              | Innsbruck                                                              | Austria                                                                | 1 – 1                                                                  | Islanda                                                                | Amichevole                                                             | -                                                                      | 61’                                                                    |
| 3-6-2014                                                               | Olomouc                                                                | Rep. Ceca                                                              | 1 – 2                                                                  | Austria                                                                | Amichevole                                                             | -                                                                      | 63’                                                                    |
| 18-11-2014                                                             | Vienna                                                                 | Austria                                                                | 1 – 2                                                                  | Brasile                                                                | Amichevole                                                             | -                                                                      | 72’                                                                    |
| 31-3-2015                                                              | Vienna                                                                 | Austria                                                                | 1 – 1                                                                  | Bosnia ed Erzegovina                                                   | Amichevole                                                             | -                                                                      | 89’                                                                    |
| 24-3-2022                                                              | Cardiff                                                                | Galles                                                                 | 2 – 1                                                                  | Austria                                                                | Qual. Mondiali 2022                                                    | -                                                                      | 77’                                                                    |
| 29-3-2022                                                              | Vienna                                                                 | Austria                                                                | 2 – 2                                                                  | Scozia                                                                 | Amichevole                                                             | -                                                                      | 74’                                                                    |
| 3-6-2022                                                               | Osijek                                                                 | Croazia                                                                | 0 – 3                                                                  | Austria                                                                | UEFA Nations League 2022-2023 - 1º turno                               | -                                                                      | 72’                                                                    |
| 10-6-2022                                                              | Vienna                                                                 | Austria                                                                | 1 – 1                                                                  | Francia                                                                | UEFA Nations League 2022-2023 - 1º turno                               | 1                                                                      | 64’                                                                    |
| 13-6-2022                                                              | Copenaghen                                                             | Danimarca                                                              | 2 – 0                                                                  | Austria                                                                | UEFA Nations League 2022-2023 - 1º turno                               | -                                                                      | 65’                                                                    |
| 22-9-2022                                                              | Saint-Denis                                                            | Francia                                                                | 2 – 0                                                                  | Austria                                                                | UEFA Nations League 2022-2023 - 1º turno                               | -                                                                      | 38’ 50’                                                                |
| 16-11-2022                                                             | Malaga                                                                 | Andorra                                                                | 0 – 1                                                                  | Austria                                                                | Amichevole                                                             | -                                                                      | 46’                                                                    |
| 23-3-2024                                                              | Bratislava                                                             | Slovacchia                                                             | 0 – 2                                                                  | Austria                                                                | Amichevole                                                             | 1                                                                      | 70’                                                                    |
| 26-3-2024                                                              | Vienna                                                                 | Austria                                                                | 6 – 1                                                                  | Turchia                                                                | Amichevole                                                             | -                                                                      | 81’                                                                    |
| 4-6-2024                                                               | Vienna                                                                 | Austria                                                                | 2 – 1                                                                  | Serbia                                                                 | Amichevole                                                             | -                                                                      | 62’                                                                    |
| 25-6-2024                                                              | Berlino                                                                | Paesi Bassi                                                            | 2 – 3                                                                  | Austria                                                                | Euro 2024 - 1º turno                                                   | -                                                                      | 90+2’                                                                  |
| 14-11-2024                                                             | Pavlodar                                                               | Kazakistan                                                             | 0 – 2                                                                  | Austria                                                                | UEFA Nations League 2024-2025 - 1º turno                               | -                                                                      | 77’                                                                    |
| Totale                                                                 |                                                                        | Presenze                                                               | 26                                                                     |                                                                        | Reti                                                                   | 2                                                                      |                                                                        |